# Frans Frederik af Sachsen-Coburg-Saalfeld
Hertug Frans Frederik af Sachsen-Coburg-Saalfeld (tysk: Franz Friedrich Anton) (født 15. juli 1750, død 9. december 1806) var regerende hertug af Sachsen-Coburg-Saalfeld fra 1800 til 1806. Han blev bedstefar både til dronning Victoria af Storbritannien og til hendes gemal Prins Albert.

## Familie
Hertug Frans Frederik var gift to gange. Hans andet ægteskab var med fyrstelig grevinde Augusta Reuss til Ebersdorf og Lobenstein (1757-1831) .
Frans Frederik og grevinde Augusta fik ni børn:
- Sophie (1778–1835), gift med grev Emmanuel von Mensdorff-Pouilly (1777–1852).
- Antoinette (1779–1824), gift med prins Alexander Friedrich Karl af Württemberg (1771–1833).
- Juliane (1781–1860), (kendt som Anna Fjodorovna), gift med storfyrst Konstantin Pavlovitj af Rusland (1779–1831), der var søn af kejser Paul 1. af Rusland.
- regerende hertug Ernst 1. af Sachsen-Coburg og Gotha (1784–1844), der blev far til den britiske prinsgemal Prins Albert (1819–1861).
- Ferdinand Georg August af Sachsen-Coburg-Saalfeld-Koháry (1785–1851), der blev far til kong Ferdinand 2. af Portugal (1816–1885) og svigerfar til dronning Maria 2. af Portugal (1819–1853).
- Victoire (1786–1861). Prinsesse Victoire var gift to gange, og hun blev mor til bl.a. Karl zu Leiningen (1804–1856), der i 1848 kortvarigt var Tysklands første ministerpræsident, og til dronning Victoria af Storbritannien (1819–1901).
- Marianne Charlotte (1788–1794).
- kong Leopold 1. af Belgien (1790–1865).
- Maximilian (1792–1793).